# Sengyou
Sengyou (chinois : 僧祐 ; pinyin : Sēngyòu ; 445–518 de notre ère) était un spécialiste de bibliographie en Chine médiévale. Il est surtout connu comme auteur du Recueil de notes extraites des Trois Corbeilles (chinois : 出三藏記集 ; pinyin : Chū sānzàng jìjí, T2145), un catalogue des textes bouddhiques traduits en chinois.